# 마이클 주더스

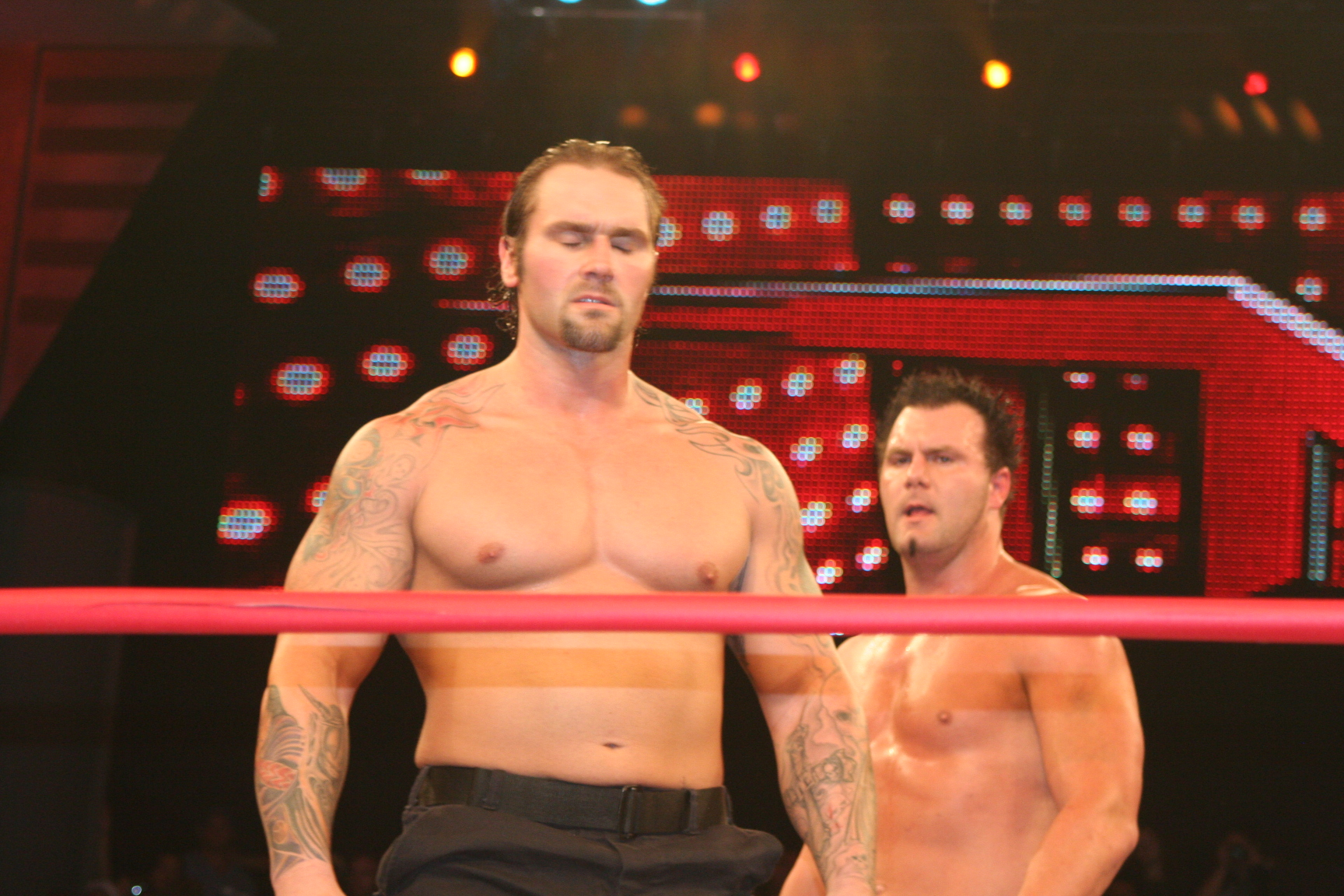
거너와 머피의 2010년 데뷔

머피(Michael Cole, Mikael Judas , Murphy, 1974년 7월 25일~ )는 미국의 프로레슬링선수다. 2010년 TNA에 데뷔했다. 키는 200cm 몸무게는 125kg이다.

## 수상
- CWF 헤비웨이트 챔피언 1회
- ECW 하드코어 챔피언 1회
- IWA 월드 헤비웨이트 챔피언 1회
- NWA 와일드 사이드 태그팀 챔피언 1회 - 에즈리얼
- NWA 애너키 헤비웨이트 챔피언 1회
- PWE 헤비웨이트 챔피언 1회
- SCW 태그팀 챔피언 1회
- UWF 헤비웨이트 챔피언 2회
- UWF 태그팀 챔피언 2회
- WWC 헤비웨이트 챔피언 3회
- WWC 태그팀 챔피언 2회